# Душков видиковац
Душков видиковац се налази на Магарећем брегу, у Сремским Карловцима.
Са видиковца се пружа поглед на Сремске Карловце, његове културно-историјске споменике и бачку равницу. Најзначајнији део видиковца је отворена сцена са два нивоа на којима се налази позлаћени крст, подигнут на месту на којем се пре више деценија налазио дрвени крст, као и скулптура песника Душка Трифуновића, дело академског вајара Стевана Филиповића.